# Peter Connolly
Peter Connolly (8 de maig de 1935 - 3 de maig de 2012) va ser un historiador, arqueòleg, artista il·lustrador i erudit britànic. Se'l considera un dels investigadors més importants del món antic i un reconegut divulgador històric, que va escriure i il·lustrar llibres sobre l'antiguitat de Grècia i Roma, especialment dedicats a la tecnologia i cultura militar.

## Biografia
Connolly va néixer el 8 de maig de 1935 a Surbiton, (Surrey, Anglaterra) com Peter William Connolly. Va estudiar a la Facultat d'Art de la Universitat de Brighton i va escriure el seu primer llibre l'any 1975: The Roman Army. A aquesta publicació li seguirien una vintena d'obres seves escrites i il·lustrades sobre el món antic, que anaven des de Terra Santa a l'època de Jesús fins a Pompeia, Atenes i Roma, i el Colosseu.
La seva passió principal se centrava en la història militar i l'arqueologia del món grecoromà, els seus veïns i antagonistes. Una passió que es manifesta en un seguit de publicacions que exploren armament, estratègia, batalles i tàctiques en el camp de batalla, setges, forts i fortificacions. En referim a obres com Pompeii, Greece and Rome at War, The Greek Armies, The Roman Army, Colosseum: Rome's Arena of Death i el premiat Legend of Odysseus.
En l'àmbit televisiu, va aparèixer de forma habitual en programes on mostrava la seva visió com a expert en exèrcits antics i el seu equipament, i als anys 80 va presentar una sèrie per als universitaris britànics titulada An Archaeological Background to the Gospels, en la qual viatjava als jaciments arqueològics bíblics d'Israel, tot il·lustrant els programes amb les seves pròpies pintures, moltes de les quals apareixen en el llibre Living in the Time of Jesus of Nazareth. El 1984 es va fer membre de la Societat d'Antiquaris de Londres, i un any més tard fou guardonat amb una beca de recerca honorària de l'Institut d'Arqueologia del University College de Londres. Durant la seva carrera, va ser col·laborador habitual de publicacions periòdiques com Journal of Roman Military Equipment Studies i Roman Frontier Studies.
Fou reconegut en el món hispà gràcies a les traduccions dels seus principals llibres als anys vuitanta, editades per Espasa-Calpe i el Grupo Anaya. Els seus treballs destacaven per la minuciositat i el detall dels seus dibuixos, arribant fins i tot a reconstruir rèpliques a escala natural de peces i elements històrics per comprovar com funcionaven, provant innombrables fets sobre com es fabricaven i empraven les espases i les cadires de muntar a l'antiguitat. També va realitzar la ruta d'Anníbal pels Alps i va demostrar que certes ciutats no es podien veure des de llocs que havien estat citats. La seva metodologia cercava recrear l'època a tractar aproximant-se al màxim a la realitat.
L'any 1984 es va convertir en membre de la Society of Antiquaries i un any més tard va obtenir una beca d'investigació honorària al Institute of Archaeology del University College de Londres. Des de l'any 1987 fins a la seva defunció el 2021, va viure a Spalding, Lincolnshire.

## Obres editades en anglès
- Crosher, Judith (1974). The Greeks, Macdonald Educational (ilustrat per Peter Connolly).
- Connolly, Peter (1975). The Roman Army, Macdonald Educational.
- Connolly, Peter (1977). The Greek Armies, Macdonald Educational.
- Connolly, Peter (1978). Hannibal and the Enemies of Rome, Macdonald Educational.
- Connolly, Peter (1978). Armies of the Crusades, Macdonald Educational.
- Connolly, Peter (1979). Pompeii, Macdonald Educational.
- Connolly, Peter (1981). Greece and Rome at War, Macdonald Phoebus Ltd.
  - Ed. revisada el 1998, London: Greenhill Books i Pennsylvania: Stackpole Books
- Connolly, Peter (1983). Living in the Time of Jesus of Nazareth, Oxford University Press.
  - Reimprès com A History of the Jewish People in the Time of Jesus: From Herod the Great to Masada (1987), com The Jews in the Time of Jesus: A History (1995) i com The Holy Land (1999).
- Connolly, Peter (1986). The Legend of Odysseus, Oxford University Press.
  - Reimprès com The Ancient Greece of Odysseus, 1998.
- Connolly, Peter (1988). Tiberius Claudius Maximus: The Legionary, Oxford University Press.
- Connolly, Peter (1988). Tiberius Claudius Maximus: The Cavalryman, Oxford University Press.
- Hackett, John (1989). Warfare in the Ancient World, Facts On File (il·lustrat per Peter Connolly).
- Coe, Michael (editor) (1989). Swords and Hilt Weapons, Grove Press (va contribuir Peter Connolly).
- Connolly, Peter (1991). The Roman Fort, Oxford University Press.
- Burrell, Roy (1991). The Romans, Oxford University Press (il·lustrat per Peter Connolly).
- Connolly, Peter (1993). Greek Legends: The Stories, the Evidence, Simon and Schuster.
- Burrell, Roy (1997). Oxford First Ancient History (Series: Oxford First Books), Oxford University Press (il·lustrat per Peter Connolly).
- Connolly, Peter (editor) (1998). The Hutchinson Dictionary of Ancient and Medieval Warfare, Routledge.
- Connolly, Peter and Hazel Dodge (1998). The Ancient City, Life in Classical Athens & Rome, Oxford University Press.
- Connolly, Peter (2001). Ancient Greece, Oxford University Press (text d'Andrew Solway).
- Connolly, Peter (2001). Ancient Rome, Oxford University Press (text d'Andrew Solway).
- Connolly, Peter (2003). Colosseum: Rome's Arena of Death, BBC Books.